# Hound Dog
Hound Dog – bluesowa piosenka napisana przez Jerry’ego Leibera i Mike’a Stollera, którą jako pierwsza nagrała Willie Mae „Big Mama” Thornton w 1952. 
Wersja Elvisa Presleya z 1956 jest najbardziej znaną wersją i zajmuje 19 miejsce na liście 500 największych piosenek wszech czasów magazynu Rolling Stone. 
„Hound Dog” nagrało też pięciu wykonawców country w samym tylko 1953 i ponad 26 do roku 1964. 
Od lat 70 XX w. utwór pojawiał się w ścieżkach dźwiękowych wielu filmów takich jak American Graffiti, Grease, Forrest Gump, Lilo & Stitch, A Few Good Men oraz Indiana Jones and the Kingdom of the Crystal Skull.

## Lista pozostałych artystów, którzy nagrali utwór
- Etta James
- Freddie Bell & his Bell Boys
- John Travolta
- Junior Wells
- John Entwistle
- Jimi Hendrix
- Jimi Hendrix i Little Richard
- The Everly Brothers
- Jerry Lee Lewis
- John Lennon
- Royal Artillery Alanbrooke Band
- Billy „Crash” Craddock
- The Muppets
- Johnny Burnette Trio
- The Rolling Stones
- Willy DeVille
- Robert Palmer
- Tales of Terror
- Gene Vincent & His Blue Caps
- Eric Clapton
- Bernie Marsden, Ian Paice, Neil Murray, i Don Airey
- Albert King
- Jeff Beck i Jed Leiber
- Koko Taylor
- James Taylor
- Eddie Clendening
- El Vez
- Scorpions
- Scatman Crothers